# Путейко Володимир Григорович
Володимир Григорович Путейко (нар. 9 жовтня 1926, Люденевичі) — український живописець і педагог; член Одеської організації Спілки радянських художників України з 1954 року.

## Біографія
Народився 9 жовтня 1926 року в селі Люденевичах (нині Житковицький район Гомельської області, Білорусь). 1951 року закінчив Харківський художній інститут, де навчався зокрема у Олексія Кокеля, Петра Супоніна, Єфрема Світличного, Семена Прохорова, Григорія Томенка, Сергія Бесєдіна.
Жив у Одесі, в будинку на вулиці Червоної Гвардії/Торговій, № 2. Викладав у Одеському художньому училищі. Серед учнів: Алфєєва Світлана Іванівна, Артим Ольга Марківна, Варєшкін Ігор Юрійович, Вихарев Олексій Миколайович, Вихарева Лідія Миколаївна, Герценок Віктор Андрійович, Гур'єв Владислав Омелянович, Гур'єва Юлія Валеріївна, Ілюшин Олексій Андрійович, Кравцов Микола Федорович, Мазур Микола Іванович, Межевчук Володимир Омелянович, Мещерякова Галина Семенівна, Островський Йосип Меєрович, Чернова Галина Денисівна.

## Творчість
Працював у галузі станкового живопису. Серед робіт:
- «Максим Горький і Михайло Коцюбинський на Капрі» (1951);
- «У парторга» (1954);
- «Юність» (1957);
- «Судноремонтники» (1964);
- «На мирній землі» (1965; Севастопольський художній музей[2]);
- «Молода колгоспниця» (1966);
- «Червона гвоздика» (1967);
- «Біля вічного вогню» (1970);
- «Юність 1941» (1987).

Брав участь у республіканських виставках з 1951 року, всесоюзних — з 1958 року.